# Hanna Bratt
Ellen Nanny Johanna (Hanna) Bratt, född 19 november 1874 i Karlsborgs garnisonsförsamling i dåvarande Skaraborgs län, död 21 juni 1959 i S:t Görans församling i Stockholm, var en svensk lärare, rektor och skriftställare.
Hanna Bratt var dotter till översten John Bratt och Jenny, ogift Olander. Hon avlade examen vid Högre lärarinneseminariet 1896 och var därefter lärare vid Ateneum för flickor och sedan vid Brummerska skolan i Stockholm. År 1925 blev hon rektor för Fernanderska skolan i Örebro, en tjänst hon lämnade 1932. Hon gjorde i 60-årsåldern år 1933 en studieresa till det av Margaret Lowenfield  (1890–1973) 1931 grundade Institute of Child Psychology i London, en pionjärinstitution för utveckling av terapi för barn. Hon grundade därefter år 1934, tillsammans med läkaren och psykoanalytikern Gunnar Nycander, den första utbildningsinstitutionen för barnpsykologi i Sverige, Ericastiftelsen i Stockholm, med integrerad psykoterapeutisk behandling för barn, ungdomar och deras familjer, högskoleutbildning, forskning samt metodutveckling. Namnet kom från Hanna Bratts älsklingsblomma, klockljung, Erica tetralix, en liten och härdig blomma som växer på karg mark. Hanna Bratt var föreståndare för Ericastiftelsen 1934–1941. Hon avled ogift 1959.